# Ad Noyons
Adriaan Jacobus Marie (Ad) Noyons (Utrecht, 11 augustus 1916 – Zaandam, 9 september 2000) was een Nederlands acteur.

## Leven en werk
Noyons (ook: Noijons) was een zoon van koopman Karel Antoon Marie Noyons en Jannetje Jacoba Wilhelmina 't Hart en een oudere broer van de edelsmid Jan Noyons. Hij studeerde eerst rechten, maar ging in 1941 naar de toneelschool. Zijn eerste rol speelde hij bij Die Ghesellen van den Spele. In 1946 verleende hij zijn medewerking aan de hoorspelkern. In 1947 kreeg hij een contract bij het Rotterdams Toneel.
Daarna heeft hij gespeeld in en meegewerkt aan allerlei radio- en televisieprogramma's. In 1973 nam hij plaats in het bestuur van de Noorder Compagnie.
In 1984 speelde hij in Opzoek naar Yolanda de rol van J. Razendijk, die samen met zijn vrouw G.H. Razendijk-Klepjes (Ellen de Thouars) een echtpaar uit Almere vormde, dat in een scène in een treincoupé met de hoofdrolspeler werd geconfronteerd. Een jaar eerder was hij te zien in de speelfilm De lift als monteur Breuker, die naar aanleiding van vreemde kuren van een lift in een groot gebouw in een krankzinnigengesticht is beland.
De laatste jaren van zijn loopbaan was hij als toneelacteur voornamelijk actief in het noorden van Nederland. Eerst bij Toneelgroep Noorder Compagnie en na diens opheffing bij het door hem en acteur Felix Troch gestichte Toneelgroep Stee.